# Ellen Gates Starr
Ellen Gates Starr (Illinois, 19 marzo 1859 – Suffern, 10 febbraio 1940) è stata un'attivista e educatrice statunitense.
Con la scrittrice ed attivista Jane Addams fondò nel 1889 a Chicago Hull House, un complesso residenziale con finalità sociali, la prima settlement house degli Stati Uniti. Fortemente motivata da ideali cristiani e dall'interesse per la tutela dei più deboli e per l'affermazione della giustizia sociale, ma anche ispirata da correnti di pensiero e movimenti sociali e culturali come il Settlement movement e l'Arts and Crafts movement britannici, dedicò la propria vita alla promozione sociale delle classi più povere, tutelate da meno diritti, attraverso le attività di Hull House, partecipando attivamente alle lotte operaie e contro lo sfruttamento minorile, e intervenendo nel dibattito pubblico sulle condizioni di vita dei lavoratori a Chicago.

## Gioventù e formazione
Ellen Gates Starr nacque il 19 marzo 1859 a Laona, nella contea di Winnebago (Illinois), da Caleb Allen Starr, contadino e imprenditore, e Susan Gates Childs, casalinga. Terza di quattro figli, trascorse la sua infanzia nella fattoria del padre per poi trasferirsi nella vicina cittadina di Durand nel 1877, quando il padre divenne titolare di una farmacia. Il passaggio da una vita in campagna a una dimensione urbana influenzò profondamente il suo percorso di formazione; grazie alle conoscenze della zia Eliza Starr, si iscrisse al Rockford Female Seminary. Fu in questa occasione che incontrò per la prima volta Jane Addams e che si avvicinò alle opere di Charles Dickens, che tramite la narrativa esponeva le condizioni di vita precarie delle classi sociali più povere, ed entrare in contatto col pensiero di Thomas Carlyle e John Ruskin, tra i teorici del Settlement Movement, un movimento che insieme ad altri fenomeni di associazionismo caritatevole si poneva a favore dell'integrazione tra classi sociali, in particolare a favore della classe operaia, con la creazione di vere e proprie comunità.
L'esperienza al seminario femminile fu breve, interrotta nel 1878 per problemi economici, ma questa permanenza fu sufficiente per avvicinarla a questioni come l'assistenza sociale e l'arte che sarebbero state al centro delle sue attività presso la futura Hull House. Da questo momento, per mantenersi, iniziò a lavorare come insegnante, prima in una scuola di campagna a Mount Morris e successivamente presso la Miss Kirkland's School for Girls a Chicago. Questo lavoro tuttavia non soddisfaceva pienamente le sue vocazioni, così dopo dieci anni di insegnamento, i contatti con Jane Addams si concretizzarono nella volontà comune di intraprendere un'attività a sostegno dei più bisognosi. Ellen in particolare vedeva nel proprio impegno sociale un modo per fare del bene al prossimo mettendo in pratica le proprie convinzioni religiose.

## Riforma sociale e il ruolo dell'arte presso Hull House

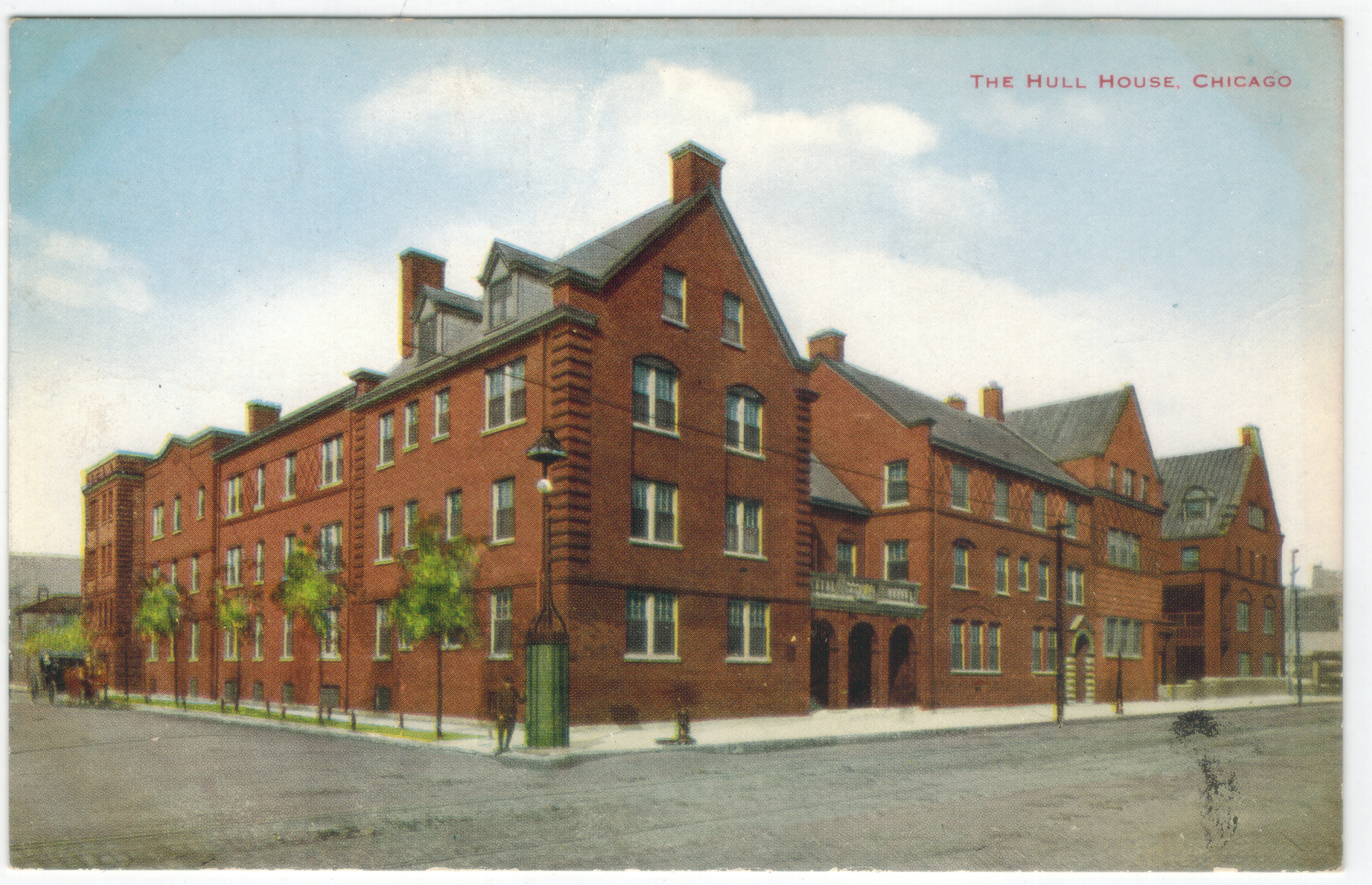
La Hull House all'inizio del ventesimo secolo

Nel 1888 Ellen intraprese con Jane Addams un tour dell'Europa, un viaggio che si rivelò decisivo per le due donne in cerca di una prospettiva di lavoro più significativa e motivante nel sociale. Il soggiorno a Londra fu un'occasione per osservare da vicino il successo del Settlement Movement britannico con la visita all'insediamento universitario Toynbee Hall, fondato nei sobborghi dal reverendo Samuel Barnett nel 1884, in cui studenti delle Università di Oxford e di Cambridge sceglievano di lavorare vivendo tra i poveri con lo scopo di migliorare le loro condizioni di vita. Maturò conseguentemente in loro la decisione di istituire una struttura simile a Chicago. Quando rientrarono nella città nel 1889, fondarono insieme Hull House, finanziandola con risorse proprie, finanziamenti dal clero presbiteriano e il lavoro di volontari. Lo scopo di Hull House, spesso menzionata nei quotidiani locali come la Toynbee Hall di Chicago, era quello di "offrire un centro per una vita sociale e cittadina di maggior levatura, per istituire e mantenere iniziative educative e filantropiche, e per indagare e migliorare le condizioni di vita delle zone industriali di Chicago". Il centro ospitava una varietà di attività di educazione, formazione e intrattenimento che coinvolgeva bambini e adulti, con una particolare attenzione agli immigrati e alle loro famiglie.

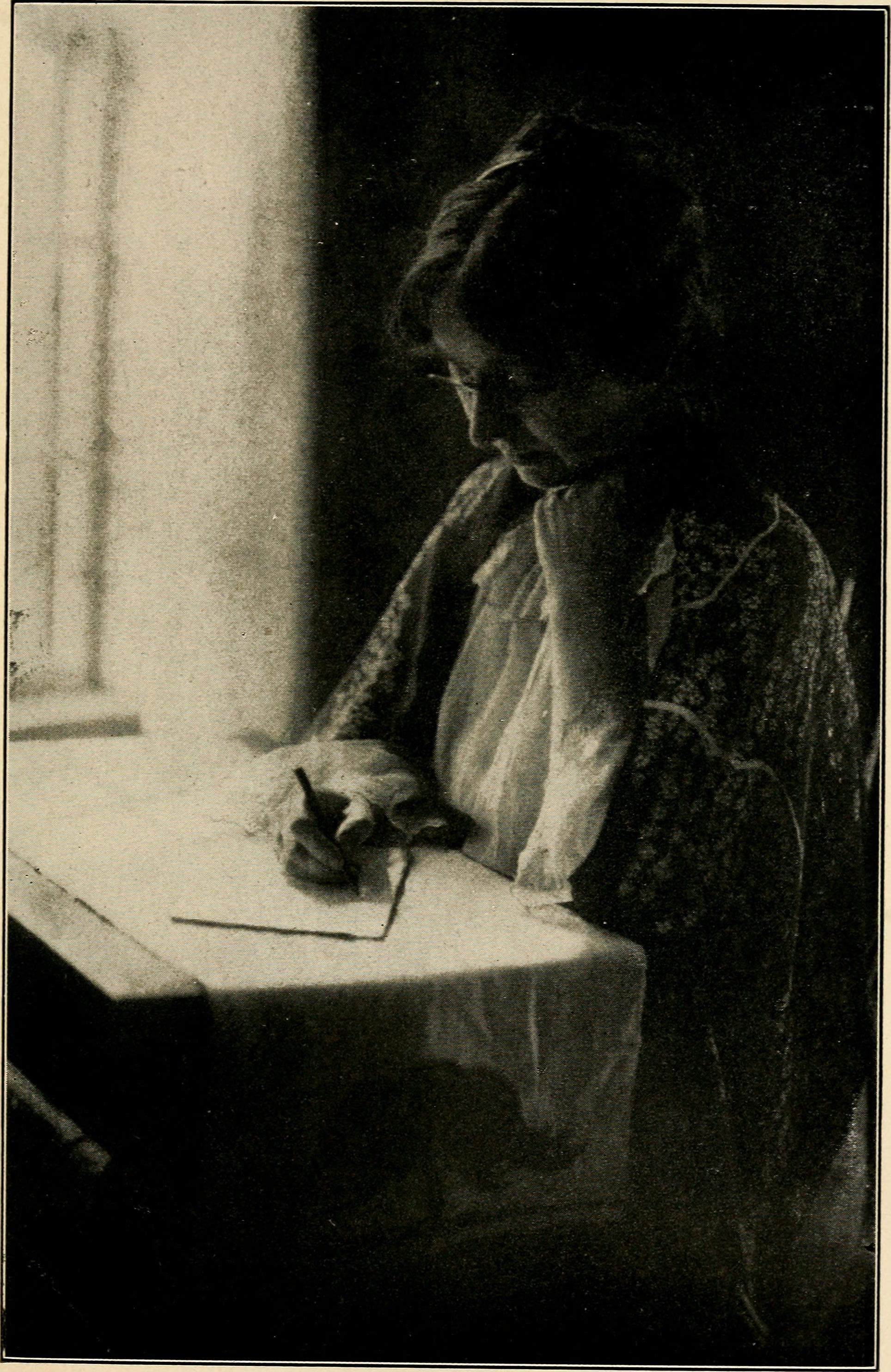
Ellen Gates Starr nel 1906, foto contenuta in Twenty years at Hull-house, with autobiographical notes di Jane Addams

Da dimora vittoriana, Hull House si ampliò col tempo fino a diventare un complesso di 13 edifici dotati di teatro, palestra, galleria d’arte, asilo per l’infanzia, dispensario, refettorio, spazi per  associazionismo operaio, un ufficio di collocamento, scuole serali, un laboratorio di cucina, musica, una biblioteca, un museo del lavoro in cui gli immigrati potevano riprodurre i metodi artigianali dei propri paesi d’origine, vari club maschili, femminili e per i giovani nonché una cooperativa femminile di legatoria.
L'interesse per l'arte di Ellen inoltre si concretizzò non solo nell'offerta formativa, ma soprattutto nella creazione di istituzioni come la Butler Art Gallery nel 1891 e successivamente la Chicago Public School Art Society. Lo scopo della Butler Art Gallery era di fornire alla cittadinanza un luogo dove poter apprezzare opere d'arte, anche frutto del proprio lavoro a Hull House, creare occasioni di incontro e contrastare gli aspetti disumanizzanti del lavoro di fabbrica. La convinzione che l'arte fosse in grado di operare un miglioramento della qualità della vita delle classi operaie era comune all'Arts and Crafts movement britannico, movimento anch'esso animato dalle teorie di John Ruskin e dal desginer William Morris. Esso costituì un'altra importante fonte di ispirazione per Ellen Gates Starr, soprattutto per l'interesse al recupero di tecniche di lavoro tradizionale che valorizzassero la cooperazione e il contributo creativo dei singoli. Nel 1897 Ellen ebbe un importante ruolo nella fondazione della Chicago Arts and Crafts Society e, appassionatasi alla legatoria, si recò in Inghilterra a lavorare presso un rinomato rilegatore, T. J. Cobden-Sanderson, per poi poter insegnare a Hull House le tecniche apprese.
Negli anni la permanenza a Hull House la portarono ad avvicinarsi alle cause dei lavoratori e delle lavoratrici e alla questione dello sfruttamento minorile. Sostenne in prima persona scioperi e manifestazioni dal 1910 al 1917 anche attraverso pratiche illegali come il furto di beni, spesso cibo, a favore delle famiglie degli scioperanti. Questa condotta la differenziava fortemente dalla socia storica Jane, che preferiva non restare coinvolta direttamente nei momenti di tensione sociale; questa questione ed altre divergenze personali, come la differente visione della religione, portarono ad un progressivo allontanamento delle due.
Descritta come determinata e senza paura, la sua partecipazione ad uno sciopero di un ristorante nel 1914 le procurò un arresto per condotta molesta. L'adesione al Chicago Socialist Party dal 1911 al 1928 fu un'espressione naturale di questo suo interesse e impegno per la causa dei lavoratori: lei stessa riteneva il socialismo come l'unico modo per "esaltare gli umili". Sempre da socialista, nel 1916 presentò, senza essere eletta, la sua candidatura alla carica di alderman.

## Ultimi anni

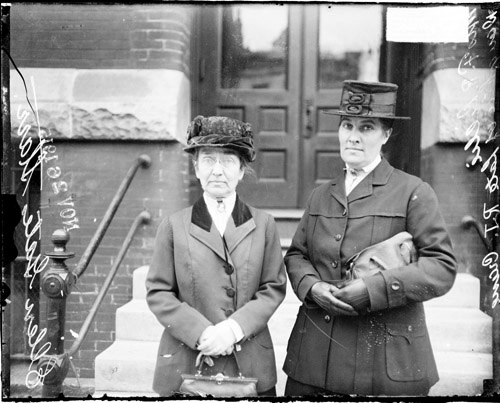
Ellen Gates Starr e F.R. Lillie nel 1914

Negli ultimi anni della sua vita Ellen Gates Starr manifestò un interesse concreto verso il Cattolicesimo romano, in parte grazie all'influenza della zia Eliza Starr, anche lei convertitasi dall'Unitarianismo. Fedele alla Chiesa Episcopale dal 1883, influenzata dalle attiviste Vida Scudder e Frances Lillie aderenti alla Society of the Companions of the Holy Cross (SCHC), si avvicinò progressivamente alla Chiesa Cattolica. Fu la sua inclinazione sempre più forte per i problemi umanitari ad allontanarla dalla fede episcopale, ritenendo quest'ultima una confessione per privilegiati. Si convertì nel 1920, anche se il suo lavoro nelle campagne contro lo sfruttamento minorile non venne accolto come sperava all’interno della Chiesa Cattolica.
A causa di problemi di salute diminuì il suo impegno pubblico: nel 1929, le complicazioni causate da un intervento per rimuovere un ascesso spinale la lasciarono paralizzata dalla vita in giù. Dal 1931 si ritirò nel Convent of the Holy Child a Suffern, New York dove passò gli ultimi anni della sua vita, durante i quali ristabilì i rapporti con Jane Addams. Morì nel convento il 10 febbraio del 1940.

## Vita privata
Ellen Gates Starr stabilì nel corso della sua vita forti legami lavorativi e affettivi con altre donne, un fatto che ha dato adito a diverse speculazioni sulla sua vita sentimentale. Il legame con Jane Addams in particolare è stato considerato da molti come di natura omosessuale: Lillian Faderman, storica statunitense specializzata in storia e letteratura LGBT, sostiene che Starr sia stata “il primo vero legame” di Jane Addams; in una lettera scrisse ad Ellen “Amiamoci l’un l’altra nel bene e nel male e troveremo la salvezza”. Anche Lisa Lee, una direttrice del Museo di Hull-House all’Università dell’Illinois a Chicago, sostiene che il rapporto poteva essere stato di natura omosessuale, sottolineando però come all'epoca questo tipo di relazione rivestisse connotazioni diverse da quelle odierne. Sempre sulla stessa linea, Victoria Bissell Brown, storica statunitense esperta di Jane Addams, ritiene che le due possano essere considerate come lesbiche se viste come “donne che amano le donne”, pur non avendo necessariamente alcuna prova di un contatto sessuale tra loro. La loro relazione è durata diversi anni, con un periodo di convivenza durante i primi anni a Hull House. Attorno al 1900 l’intensità del rapporto tuttavia era già scemata a causa di divergenze personali e per il progressivo avvicinamento di Jane Addams a Mary Rozet Smith (ex studentessa di Starr alla scuola di Miss Kirkland), sua nuova confidente e convivente.

## Opere selezionate
- Settlements and the church's duty, Boston, Church Social Union, 1896, OCLC 46788038.
- Reflections on the breviary, 19--, OCLC 71002486.
- In memoriam, Caleb Allen Starr, 1915, OCLC 48669516.